# The Amateur Detective
The Amateur Detective è un cortometraggio muto del 1914 diretto da Carroll Fleming.

## Produzione
Il film fu prodotto dalla Thanhouser Film Corporation.

## Distribuzione
Distribuito dalla Mutual, il film - un cortometraggio in una bobina - uscì nelle sale cinematografiche statunitensi il 6 dicembre 1914. Copia della pellicola (positivo in nitrato 35 mm) è conservata negli archivi della Library of Congress (collezione Bruzzese).